# Vuelo 5452 de American Eagle
El vuelo 5452 de American Eagle fue un vuelo de alimentación entre el Aeropuerto Internacional Luis Muñoz Marín en San Juan, Puerto Rico y el Aeropuerto Eugenio María de Hostos en Mayagüez, Puerto Rico. El vuelo fue operado por Executive Airlines, siendo comercializado como American Eagle y fue operado por un avión CASA C-212. Las condiciones de meteorología visual estaban presentes cuando el avión efectuó su aproximación final a la pista 9 en Mayagüez el 8 de mayo de 1987. El avión se estrelló cuando aterrizó 600 pies antes de pista. El impacto destruyó el avión, matando a ambos pilotos, pero dejando a los cuatro pasajeros solo con lesiones menores.

## Accidente
El vuelo 5452 despegó con cinco minutos de retraso, a las 6:20 a. m., desde San Juan con sólo cuatro pasajeros a bordo. Media hora más tarde, durante la fase de aterrizaje, los testigos dijeron haber oído al motor hacer ruidos raros y entonces observaron al avión ladearse hacia la izquierda e impactar contra el terreno. Inicialmente se notificó que el piloto perdió el control mientras aterrizaba. El avión se estrelló antes de llegar a pista e impactó contra la valla perimetral. Tras el accidente, se declaró un incendio que fue contenido en minutos por los bomberos del aeropuerto.

## Aeronave
El avión, un CASA C-212~C registro N432CA, entró en servicio con Executive Airlines en octubre de 1986 tras ser adquirido a Prinair. Como resultado del impacto y posterior incendio, el avión quedó destruido. El avión implicado en el accidente tuvo anteriormente problemas de mantenimiento relacionados con la potencia de giro de motor. De hecho, un día antes del accidente, se habían notificado problemas con el ángulo de ataque de los álabes por parte del departamento de mantenimiento de Executive.

## Tripulación
El capitán, Franklin Rivera Vélez, de 44 años, estaba en posesión de un certificado de Piloto de Transporte de Aerolínea (ATP). Tenía veinte años de experiencia de vuelo con alrededor de 10.000 horas de pilotaje. Tenía una experiencia acumulada de 5.000 horas en aviones de hélice, 4.500 de las cuales las tenía en el deHavilland Canada DHC-6 Twin Otter y 473 en el CASA C-212. El copiloto, Reynold E. Santiaqo Cordero, de 32 años, también estaba en posesión de un certificado ATP. Tenía diez años de experiencia de vuelo con unas 4.473 horas de pilotaje, 459 de las cuales en el CASA C-212. No tenía la habilitación de tipo para el CASA C-212.

## Investigación
Se observaron bastantes similitudes entre el vuelo 5452 y el vuelo 2268 de Northwest Airlink, otro CASA C-212 que se estrelló en Detroit a principios del mismo año.  La encargada de la investigación fue la Junta Nacional de seguridad en el transporte (NTSB). La investigación de la NTSB se vio obstaculizada por la ausencia de grabadoras de datos de vuelo y de voz, que no eran obligatorias en las aeronaves regionales de la época, y por la ausencia de datos de radar, ya que la torre de control de Mayagüez había sido clausurada por la Administración Federal de Aviación por problemas burocráticos. Las instalaciones del aeropuerto, sin embargo, no influyeron en el accidente.
En el informe final, la NTSB determinó que el capitán había realizado una aproximación desestabilizada, descendiendo rápidamente y demasiado cerca de la pista. En consecuencia, el capitán no tuvo tiempo para afrontar los problemas causados. Además, los flaps del avión se encontraron totalmente retraídos, lo que se trata de un procedimiento inapropiado. La NTSB solo pudo especular acerca de que los pilotos se hubieran olvidado de extender los flaps o que los hayan retraído erróneamente en un intento de realizar una aproximación frustrada. El error en la configuración de flaps pudo haber contribuido a que el avión entrara en pérdida. 
 
Finalmente, la causa del accidente no fue atribuida a un error del piloto, si bien pudo contribuir a ello, si no a los errores de mantenimiento en Executive Airlines. Pilotos de vuelos previos de este avión habían reportado problemas con el empuje de los motores, pero apenas se actuó sobre ello. El mecanismo del accidente apunta a que uno de los motores se detuvo causando un empuje asimétrico y una pérdida de velocidad asociada. La NTSB concluyó que el mantenimiento regular de Executive Airlines y las inspecciones del avión no fueron realizadas conforme al programa de mantenimiento aprobado.